# 森岡栄治
森岡 栄治（もりおか えいじ、男性、1946年6月8日 - 2004年11月9日）は、日本のプロボクサー。大阪府大阪市大正区出身。1968年メキシコシティーオリンピックボクシングバンタム級の銅メダリスト。

## 来歴
大阪浪商高（現大体大浪商高）3年時にインターハイバンタム級優勝。近畿大学商学部進学後も1965年から全日本選手権4連覇を達成。1968年メキシコシティオリンピックで銅メダルを獲得。決勝進出を阻んだのは不可解な判定であったが、会場がブーイングを続けたことに対し、森岡は「メキシコの人たちが、あれだけ騒いでくれたことがうれしい」と言い残している。アマチュア戦績138戦128勝72KO・RSC10敗。
大学卒業後、東京の高橋ジムからプロデビューし日本バンタム級王者内山真太郎に挑むなどしたが結果を残せず、右目網膜剥離のため25歳で競技引退。プロ戦績11戦7勝4敗。1978年、大阪玉造に森岡ボクシングジムを設立し指導者となる。その後、天六、天満橋、池田市と移転し、2002年に現在の川西市、一の鳥居駅前に移る。
1998年から3年間、西日本ボクシング協会会長を務め、近畿大学体育会ボクシング部OB会会長も歴任した。2004年に食道癌により死去。享年58。ジムは同OBで長男の和則が引き継ぎ、エイジスポーツクラブにて森岡ボクシングジムを運営、愛称ブロンズチーム。2013年にカザフスタンで開催されたアジアジュニア選手権では5名の日本人が銅メダリストとなったが、このうち2選手が同ジムで練習している。
甥の脚本家森岡利行により、森岡栄治の実伝を元にした『子猫の涙』（旧題：路地裏の優しい猫）が、第3回日本映画エンジェル大賞受賞。武田真治主演で映画化された。